# Monura
Monura — вимерлий підряд безкрилих комах ряду Archaeognatha. Вони були схожі на своїх сучасних родичів, Zygentoma, і мали одну довгу нитку, що виступала з кінця черевця. Вони також мали пару ніжкоподібних відростків і деякі нерухливі черевні придатки. Найбільші екземпляри досягали 30 міліметрів або більше завдовжки, не рахуючи довжини нитки.
Скам'янілі стежки цих комах знайдено на викопних рештках Walchia.

## Таксономія
- Підряд †Монура Sharov 1957 stat. nov. Carpenter 1992[3]
  - Родина † Dasyleptidae Sharov 1957
    - Рід † Tonganoxichnus Mángano et al. 1997 (іхнотакса)
    - Рід † Dasyleptus Brongniart 1885